# Верхняя Ларба
Ве́рхняя Ла́рба — река в Амурской области России, правый приток реки Нюкжи в среднем течении. Начало берёт на южных склонах Станового хребта, протекает по территории Тындинского района.

## Этимология названия
С эвенкийского языка лирби — густо, много; др. вариант: ларба — рогатулина.

## Гидрология
Длина реки составляет 175 км. Площадь водосборного бассейна насчитывает 2960 км². Река замерзает в октябре и остаётся под ледяным покровом до мая. Питание снеговое и дождевое.
По данным геоинформационной системы водохозяйственного районирования территории РФ, подготовленной Федеральным агентством водных ресурсов относится к Ленскому бассейновому округу.
В верхнем течении рельеф среднегорный интенсивно расчленённый; абсолютные отметки высот 720—1492 м, относительные превышения 150—440 м. В пределах от истока 40 км река имеет широкую долину (150—1300 м), поперечный профиль долины асимметричный, с крутым левым бортом, правый склон террасирован.
В среднем и нижнем течении долина ещё более расширяется, появляется заболоченная пойма со множеством озёр. Русло становится очень извилистым, часто разбивается на протоки. Течение умеренное. Основной приток слева — Бикин, или Берестин (95 км).

## Основные притоки
(расстояние от устья)
- 5 км: река Амуначи
- 16 км: река Амунакта
- 27 км: река без названия
- 28 км: река Амунакит
- 35 км: река Пурикан
- 40 км: река Лумбир
- 51 км: река Хорогочи 1-й
- 54 км: река Озерный
- 62 км: река Ненарги
- 66 км: река Кутыкан
- 66 км: река Хорогочи 2-й
- 73 км: река Ким
- 84 км: река без названия
- 92 км: река Амунакта
- 95 км: река Бикин (Берестин)
- 108 км: река Доколон
- 124 км: река Бол. Сирик
- 136 км: река Крест
- 146 км: река Мал. Сирик

## Населённые пункты, инфраструктура
Долина не заселена, берега реки заняты глухой тайгой. У истока находится заброшенная база Апсаканской партии, на которой производились геологоразведочные работы. Берега реки заселены ближе к устью, здесь расположены посёлки:
- Ларба
- Хорогочи
- Усть-Уркима

Через реку построены железнодорожный мост на 2258-м км Дальневосточной железной дороги и мост автомобильный.